# Holophygus
Holophygus is een geslacht van kevers van de familie (Discolomatidae).

## Soorten
- H. celatus Sharp, 1899
- H. rugosus Grouvelle, 1913
- H. setosus John, 1940